# L'Éveil de la Haute-Loire
 (janvier 2018).
Si vous disposez d'ouvrages ou d'articles de référence ou si vous connaissez des sites web de qualité traitant du thème abordé ici, merci de compléter l'article en donnant les références utiles à sa vérifiabilité et en les liant à la section « Notes et références ».
Pour les articles homonymes, voir L'Éveil.
L'Éveil de la Haute-Loire est un quotidien départemental français, du Groupe Centre France, publié dans le département de la Haute-Loire et fondé en 1944 par Louis Rabaste[réf. nécessaire]. Une déclinaison hebdomadaire est également proposée : L'Eveil Hebdo.
Il est vendu par le groupe Sud Communication au groupe Centre France en juin 2013.
Sa diffusion en 2020 s'élève à 9.952 exemplaires. 
Depuis septembre 2019, le rédacteur en chef est Christophe Darne, qui occupe aussi les fonctions de Directeur départemental de Haute-Loire pour le groupe Centre France. Il a notamment été distingué par un prix de la Fondation Varenne et le Prix Lucien-d'Apo.

## Histoire
- 1944 : Les deux quotidiens existants au Puy-en-Velay en 1944, la Haute-Loire et La liberté de la Haute-Loire  ont continué de paraître durant la guerre, ils disparaissent après la libération du Puy-en-Velay, en août 1944[3]. La liberté de la Haute Loire, créée  le 26 juillet 1936 publie son dernier  numéro en date du 18 août 1944. Le journal la Haute-Loire  remonte à 1813 (mais au 11 février 1864 pour ce qu’il est en 1944). Le dernier numéro est également du 18 août 1944. Le Comité départemental de Libération fait paraître un nouveau quotidien, l’Appel, devenu en décembre 1944 La Voix Républicaine. Des personnalités se réunissent et décident d’un nouveau journal confié à Louis Rabaste. Ce journaliste du Nouvelliste de Lyon veut « un journal d'inspiration chrétienne, libéral, social ». Le premier numéro est du 24 octobre 1944.
- 1957 : disparition de La Voix Républicaine qui était devenue Le Quotidien
- 1965 : la diffusion dépasse les 10 000 exemplaires
- 1968 : Hubert Beuve-Méry, fondateur et directeur du Monde visite les locaux de  l’Éveil. Au sein de la presse de province, le journal est reconnu comme une réussite exceptionnelle. Il partage avec Le Monde d'être un quotidien  "du  soir".
- Janvier 1978 : dernier éditorial de Louis Rabaste
- 1993 : la diffusion dépasse les 15 000 exemplaires. Des groupes de presse proposent d''acheter le quotidien (groupe Hersant, Midi libre, Centre-France)
- 1996 : achat du titre par Sud Communication (Groupe Fabre).
- Années 2000  : le groupe passe au numérique.
- Décembre 2009 : décès de Louis Rabaste
- 2010 : le groupe Fabre met en vente L'Éveil. En juin départ d'Henri Merle, directeur général, administrateur et éditorialiste depuis 1997.
- Juin 2013 : achat du titre par Centre-France par « logique territoriale »
- Octobre 2014 : Jacques Barrot est présent aux festivités des « 70 ans de l'Éveil », le dernier événement public en Haute-Loire pour l'ancien homme politique qui décédera subitement quelques semaines plus tard.
- Novembre 2015 : le titre est mis au standard de Centre France (passage au format tabloïd, suppression du site internet d’origine, utilisation des réseaux sociaux, etc.)